# 나사렛파
나사렛파(Nazoreans; 그리스어: Ναζωραῖοι, Nazōraioi)는 1세기 유대교의 초기 유대 기독교 종파였다. 이 용어가 처음 사용된 사례는 신약성경의 사도행전(행 24:5)에서 볼 수 있다. 여기서 사도 바울은 나사렛 분파("πρωτοστάτην τε τῆς τῶν Ναζωραίων αἱρέσεως")의 주모자로 고발된다. 당시 이 용어는 단순히 나사렛 예수의 추종자들을 지칭했는데, 히브리어 נוֹצְרִי (nôṣrî)와 아랍어 نَصْرَانِي(naṣrānī)는 여전히 그러하다.
시간이 지남에 따라 이 용어는 토라 준수를 기피하는 이방인 기독교인과 대조적으로 언약에 접붙인 노아의 이방인과 함께 토라를 계속 준수하는 유대 기독교인의 한 종파를 지칭하게 되었다. 이는 살라미스의 에피파니우스에 의해 기술되었고 나중에 히포의 제롬과 아우구스티누스에 의해 언급된다. 저자들은 당시의 나사렛 사람들과 사도행전 24:5에 언급된 "나사렛 사람들"을 구별했다.

## 같이 보기
- 초기 기독교
- 에세네파
- 유대 기독교인
- 유대주의자
- 만다야교
- 메시아 유대교
- 성 토마스 기독교인